# 哲罗湖蛭
哲罗湖蛭（学名：Limnotrachelobdella taimeni）为鱼蛭科湖蛭属的动物。在中国大陆，分布于黑龙江的支流萨罗苏河等地，营寄生生活，在哲罗鱼的胸鳍上得到以及与其寄主适应于在含有足够饱和氧的较冷的水体里生活。该物种的模式产地在黑龙江。